# Cultura de Szeleta

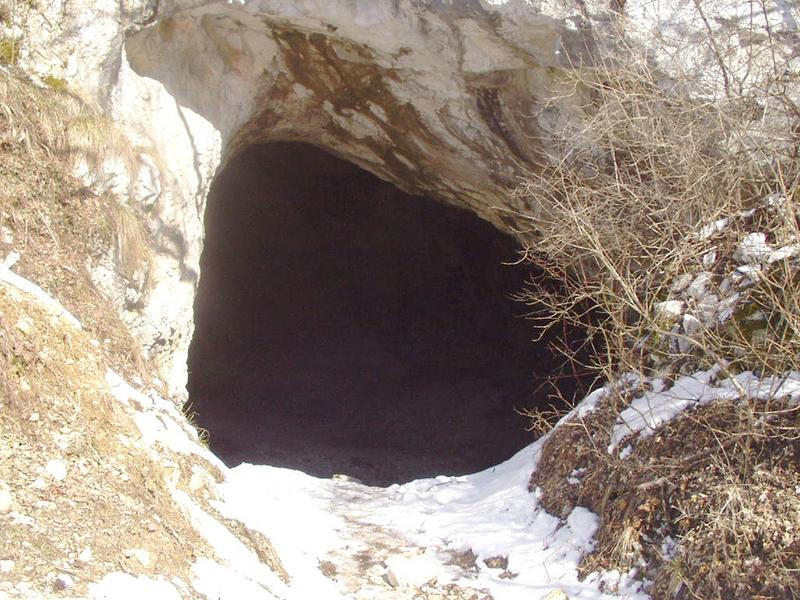
Entrada de la cueva Szeleta, montañas Bükk, Miskolc

La cultura de Szeleta fue una cultura arqueológica de transición entre el Paleolítico medio y el Paleolítico superior, que se desarrolló en las regiones de Austria, Moravia, el norte de Hungría y el sur de Polonia. Está fechada entre 41 000 y 37 000 años antes del presente y lleva el nombre de la cueva Szeleta, situada en las montañas Bükk, que a su vez forman parte de las montañas del Norte de Hungría .
Fue precedida por el período Bohunicio (48 000-40 000 BP), y es aproximadamente contemporánea del Auriñaciense (43 000-26 000 BP) en Francia, y del Uluzziano (45 000-37 000 BP) en Italia. Le sucedió el período Gravetiense (33 000-21 000 BP).
La excavación inicial de la cueva Szeleta fue realizada entre 1906 y 1913 por Ottocar Kadić. El arqueólogo checoslovaco František Prošek (1922-1958) defendió la idea de una cultura Szeleta distintiva.

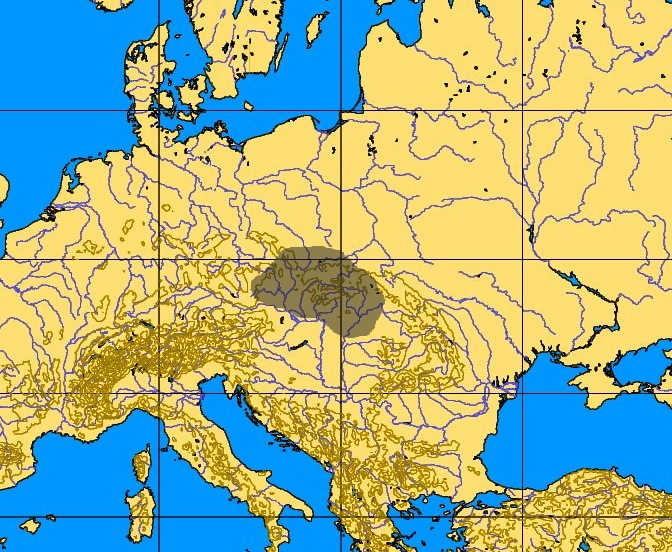
Alcance de la cultura de Szeleta

## Neandertales o humanos modernos
Ha sido calificada como la cultura más original y también la más aborigen del Paleolítico Superior en Europa Central. Los hallazgos se interpretan a menudo en términos de contemporaneidad entre el Neandertal y el hombre moderno, "como producto de la aculturación en la frontera del Paleolítico Medio y Superior". Sin embargo, la ausencia de restos humanos hace imposible atribuir la cultura a los neandertales o a los humanos modernos.

## Industria lítica
La industria lítica se caracteriza por:
- Puntas foliadas bifaciales y raspadores laterales
- Desechos prismáticos y discoides
- Presencia de hachas de mano micoquinas

Los ensamblajes posteriores contienen raspadores y cuchillas retocadas.

## Sitios
Además de la cueva Szeletiana en Hungría, se han encontrado conjuntos en Dzierzyslaw y Lubotyń (Polonia), en Čertova Pec en Eslovaquia, y en Pod Hradem (Moravia).